# Monika Larsen Dennis

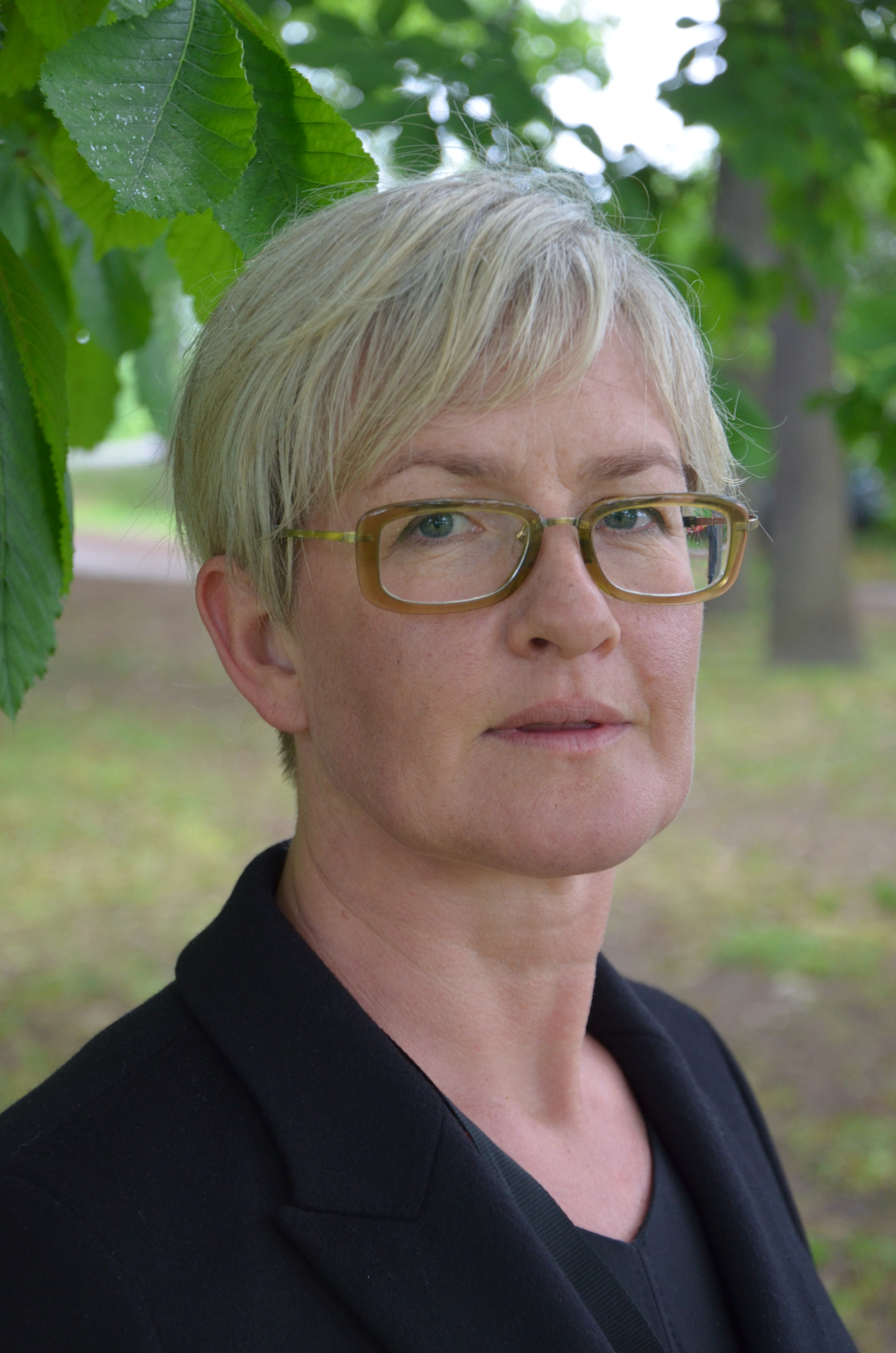
Monika Larsen Dennis

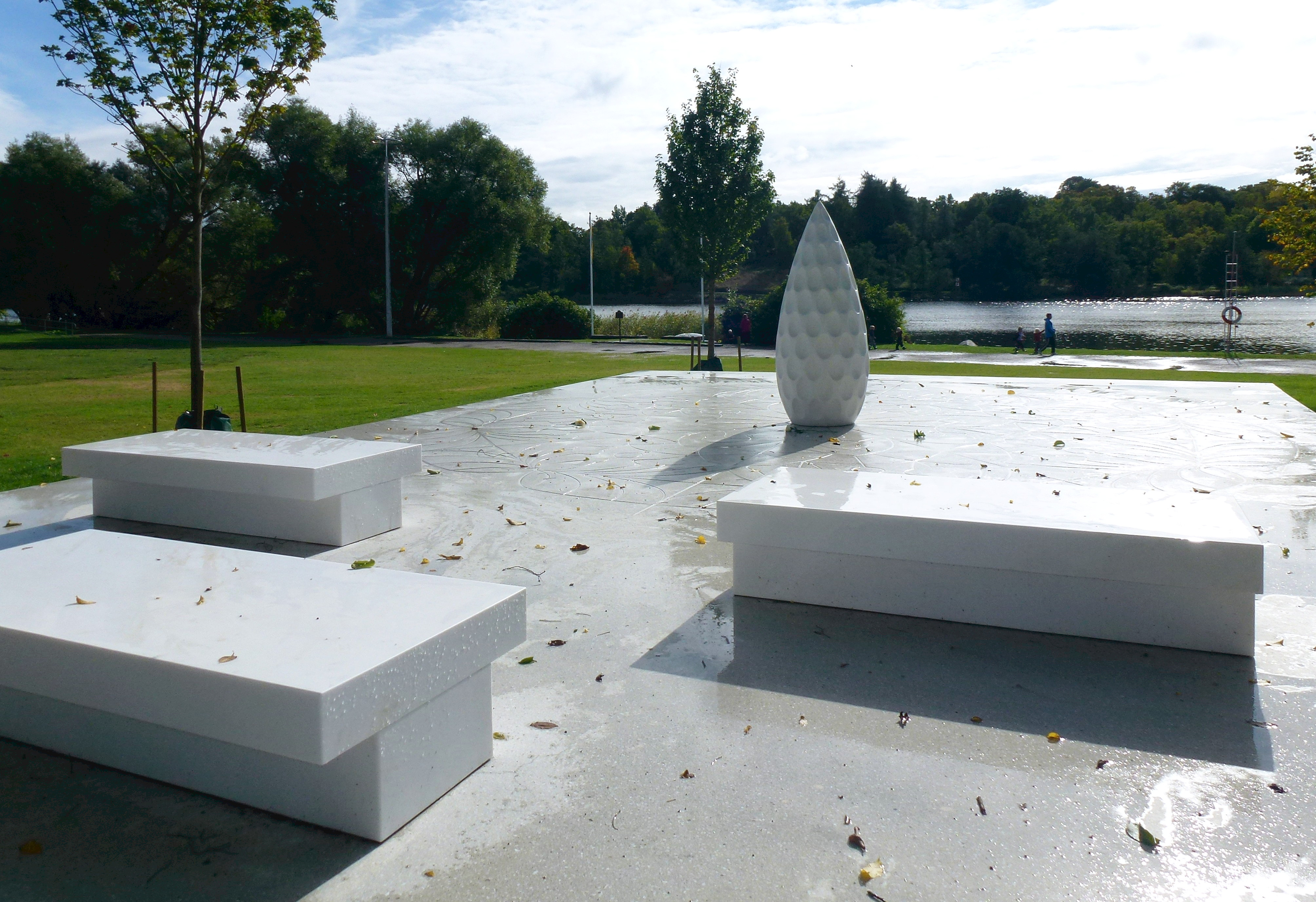
Restare, veteranminnesmärket på Norra Djurgården i Stockholm

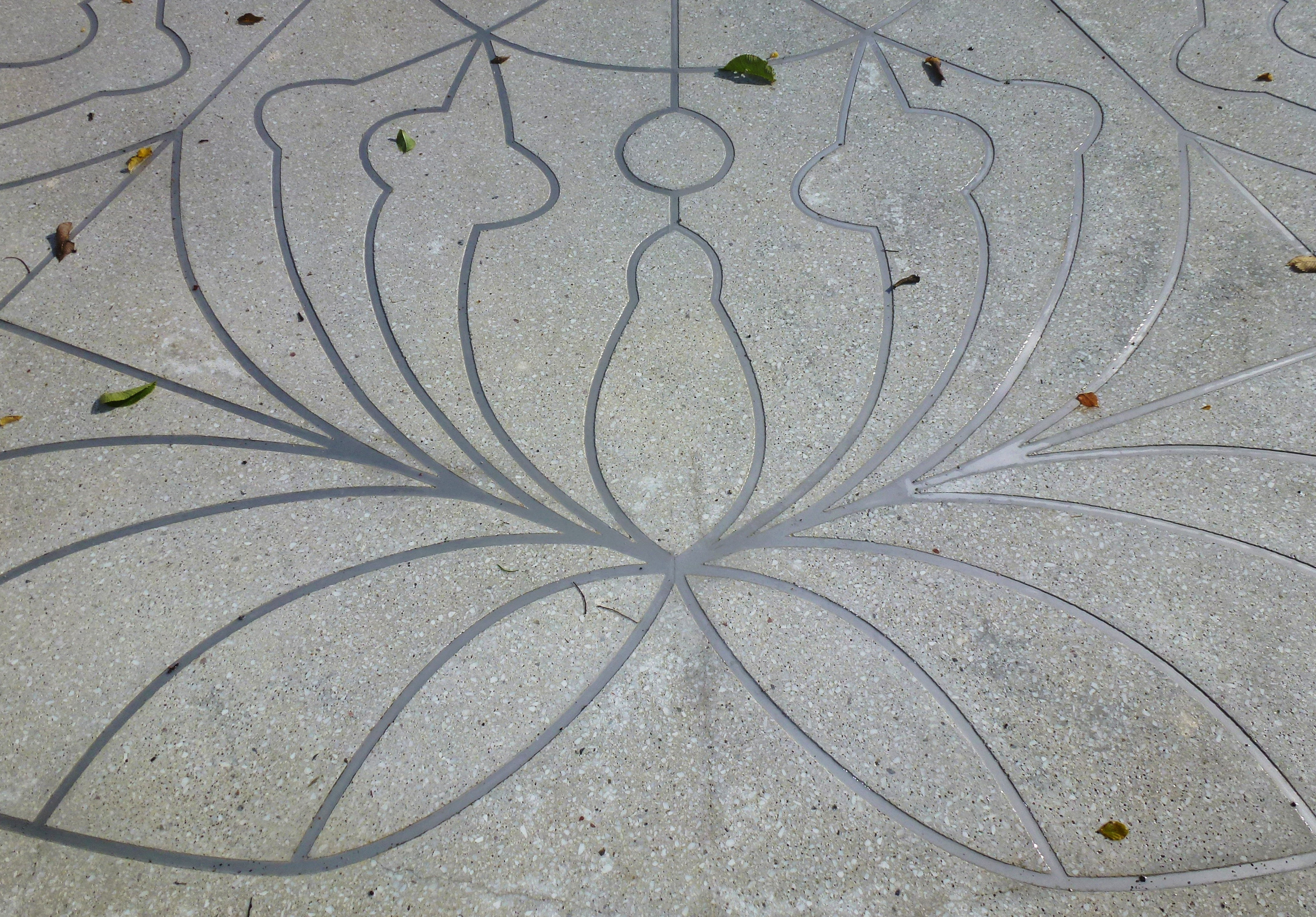
Intarsia i Restare

Monika Kristina Larsen Dennis, född 19 januari 1963 i Malmö, är en svensk skulptör samt foto- och videokonstnär.  
Monika Larsen Dennis utbildade sig vid Kungliga Konsthögskolan i Stockholm 1994–97 och vid Myndlista og Handida Skolí Islands 1992–1994. Hon vann 2012 en av Försvarsmakten, Statens konstråd och Djurgårdsförvaltningen arrangerad anonym tävling om ett minnesmärke i Stockholm för svenska krigsveteraner. Monumentet, Restare, invigdes på Veterandagen i maj 2013.
Hon utsågs i januari 2016 att gestalta en av de nya planerade tunnelbanestationerna i Stockholmsregionen.

## Offentliga verk i urval
- Där/Dare, glas, 1998–99, hörsal i  Malmö Högskola
- Hållplats/The Waiting Game, diabas, 1999, Östra Boulevarden vid Domus, Kristianstad[2]
- Kyssen, marmor, 2004, Lilla Å-promenaden i Örebro
- Återkallelse, marmor, 2004, Konstvägen Sju älvar, Ormsjö i södra Lappland
- My Heart Lies Only with You, granit, 2005, vid Sandlinjen, Sandvig, Bornholm, Danmark[3]
- Restare, Att stanna, att vila, att finnas kvar, marmor, konststen (terrazzo), rostfritt stål, 2013, Norra Djurgården i Stockholm
- ROSE, betong, 2014 Järla skola, Nacka

- Larsen Dennis  är även representerad vid bland annat Göteborgs konstmuseum[4].

## Fotogalleri

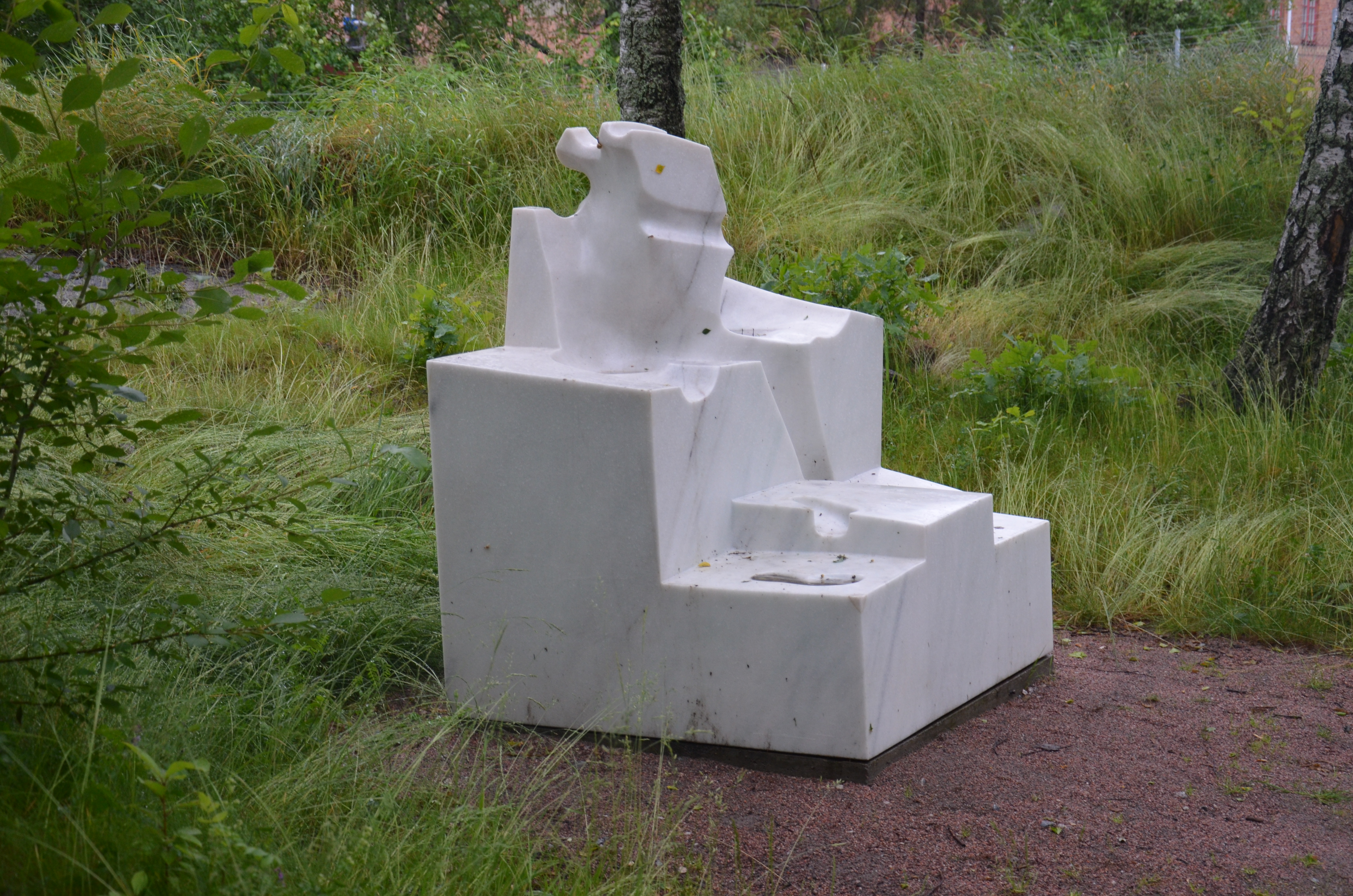
Kyssen i Örebro
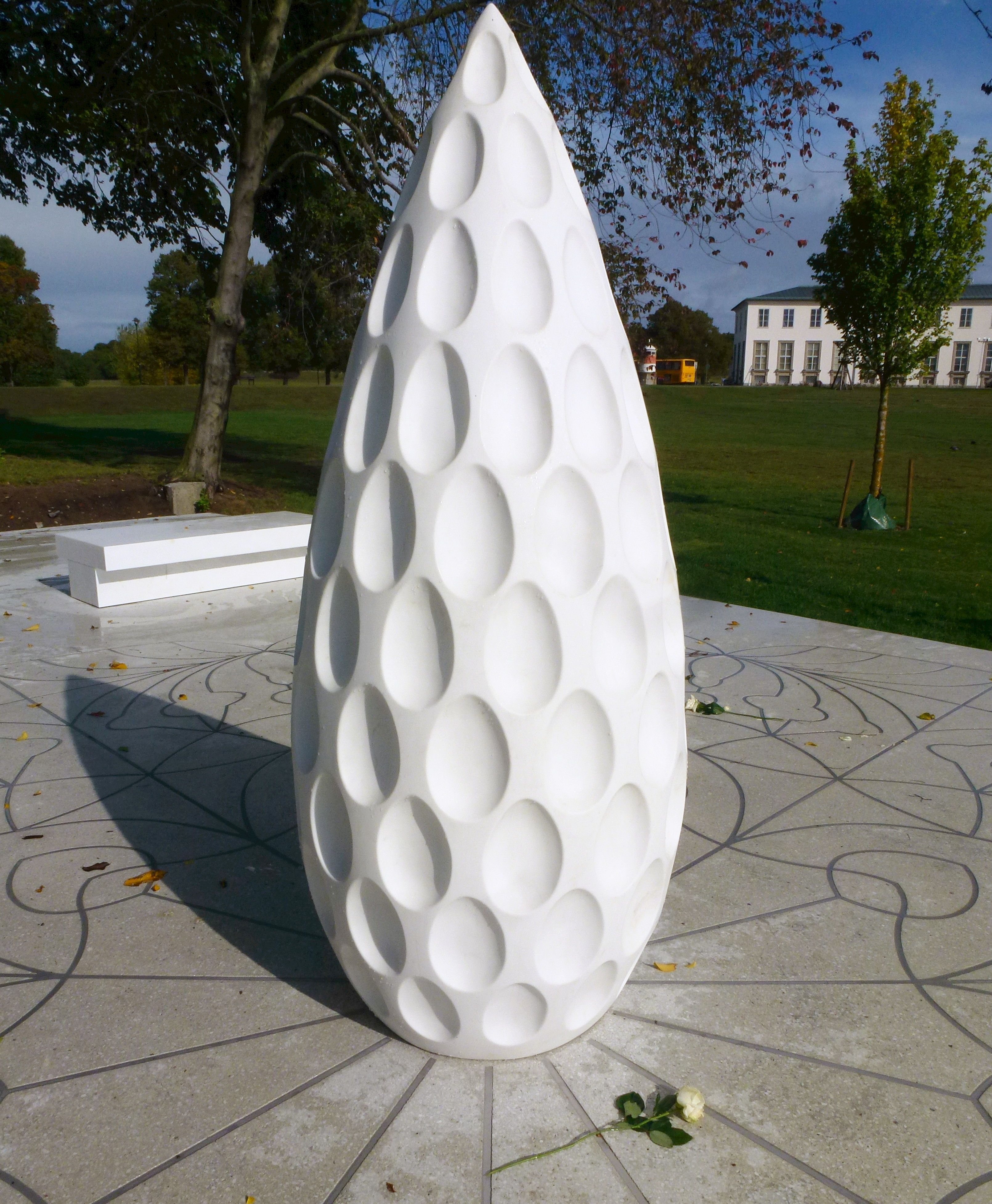
Restare i Stockholm